# XEOY
XEOY (Radio Mil) ist eine mexikanische Radiostation aus Mexiko-Stadt, Iztacalco. Die Station überträgt primär Programme für Touristen in Mexiko-Stadt.
Als Class-A-Clear-Channel-Station kann XEOY nachts auch außerhalb von Mexiko empfangen werden. Auf Mittelwelle 1000 kHz sendet die Station tagsüber mit 50 kW und nachts mit 10 kW in IBOC-AM-Stereo.